# Gold Diggers in Paris
Gold Diggers in Paris é um filme musical estadunidense de 1938, do gênero comédia, dirigido por Ray Enright com números musicais coreografados por Busby Berkeley, e estrelado por Rudy Vallée, Rosemary Lane, Hugh Herbert e Allen Jenkins.

## Sinopse
Quando a Exposição de Paris decide realizar um Festival Internacional de Dança, Maurice Giraud (Hugh Herbert) é enviado aos Estados Unidos para entrar em contato com uma academia de balé. Giraud confunde a academia com o clube falido Bali, que é de propriedade de Terry Moore (Rudy Vallée) e Duke Dennis (Allen Jenkins), e, encantado com as dançarinas, as convida para Paris, com todas as despesas pagas. Terry e Duke aproveitam a chance de deixar a cidade e contratam o professor de balé Luis Leoni (Fritz Feld) para ensinar balé às dançarinas a caminho da Europa. Além disso, eles contratam a única aluna restante de Leoni, Kay Morrow (Rosemary Lane), a quem Terry acha muito atraente. A última membra da trupe é Mona (Gloria Dickson), ex-mulher de Terry, que organiza as coisas para que ela seja colega de quarto de Kay. Padrinsky (Curt Bois), chefe da verdadeira academia de balé, descobre o que aconteceu e telegrafa o navio.
Giraud fica chateado até que um "cão falante", na verdade um ventríloquo contratado por Terry e Duke, o convence de que Terry e Duke estão dizendo a verdade e Padrinsky é um mentiroso. Em Paris, o blefe funciona até que Pierre LeBrec (Melville Cooper), integrante do festival, decide visitar os ensaios. Para enganar LeBrec, Kay sugere que eles limitem os ensaios aos seus números de balé. Enquanto isso, Duke faz amizade com Mike Coogan (Edward Brophy), um gângster que, desconhecido para Duke, foi enviado por Padrinsky para se livrar dele e de Terry.
Quando Duke diz a Mike que há um homem causando problemas para ele, Mike diz que irá "cuidar dele". Duke descreve LeBrec para Mike, mas por acidente, Mike nocauteia Leoni. Embora LeBrec adore os números musicais de Kay, quando Padrinsky aparece em Paris, ele exige que todo o grupo do clube Bali se retire do hotel, causando confusão ao dizer que os integrantes do clube não são quem dizem ser.

## Elenco
- Rudy Vallée como Terry Moore
- Rosemary Lane como Kay Morrow
- Hugh Herbert como Maurice Giraud
- Allen Jenkins como Duke "Dukie" Dennis
- Gloria Dickson como Mona
- Melville Cooper como Pierre LeBrec
- Mabel Todd como Leticia
- Fritz Feld como Luis Leoni
- Curt Bois como Padrinsky
- Edward Brophy como Mike Coogan
- Eddie "Rochester" Anderson como Porteiro
- The Schnickelfritz Band

Notas do elenco:
- Carole Landis, Peggy Moran e Diana Lewis aparecem como as mulheres interesseiras.

## Produção
"Gold Diggers in Paris" foi o quinto e último da série de filmes "Gold Diggers" da Warner Bros., seguindo "Gold Diggers of Broadway" (1929), considerado parcialmente perdido; "Gold Diggers of 1933" (1933), uma refilmagem do filme anterior e o primeiro a apresentar os números de produção extravagantes de Busby Berkeley; "Gold Diggers of 1935" (1935), e "Gold Diggers of 1937" (1936). Majestic Pictures tentou lucrar com o conceito criado pelos filmes "Gold Diggers", nomeando uma de suas produções como "Gold Diggers of Paris", mas a Warner Bros. impediu que isso acontecesse por meio de uma ação legal, e as filmagens e liberação de "Gold Diggers in Paris" podem ter sido parte do esforço para proteger o que Warners consideraram ser sua marca registrada.
O filme estava em produção nos estúdios da Warner Bros. em Burbank de janeiro a março de 1938. Estreou em Nova Iorque em 1 de junho de 1938, e teve seu lançamento geral em 11 de junho. O filme foi lançado como "The Gay Impostors" no Reino Unido.

## Canções e melodias
Como de costume para musicais da Warner Bros. daquela época, os extravagantes números musicais foram criados, projetados, encenados, coreografados e dirigidos por Berkeley.
A maioria das músicas em "Gold Diggers in Paris" foram escritas pela equipe de Harry Warren (partituras) e Al Dubin (letras), que contribuíram com muitas das músicas da série de filmes "Gold Diggers" e outros musicais da Warner Bros. "I Wanna Go Back to Bali", "Latin Quarter" (uma música que mais tarde foi usada com frequência nos desenhos animados da Warner Bros. com Pepé Le Pew), "Let's Drink to a Dream", "Put That Down in Writing", "Stranger  in Paree" e "Waltz of the Flowers" foram músicas criadas e utilizadas no filme. Além disso, Harry Warren compôs duas outras partituras, "My Adventure" e "Daydreaming All Night Long", mas dessa vez Johnny Mercer escreveu as letras.

### Schnickelfritz Band
A Schnickelfritz Band, ("Schnickelfritz" supostamente sendo uma gíria alemã para "colega bobo"), grupo musical de comédia lembrado por Spike Jones (que entrou mais tarde), desempenham números musicais no filme. Liderada por Freddie Fisher, que tocava madeiras, cantava e também compôs a música "Coronel Corn", a banda era composta por Stanley Fritts (trombone, bateria, jarro, tábua de lavar), Nels Laakso (corneta, trompete), Paul Cooper  (piano, arranjos), Kenneth Trisko (bateria) e Charles Koenig (contrabaixo, tuba). O trompetista original Nels Laakso saiu para se juntar aos Korn Kobblers, e foi substituído pelo trompetista George Rock, que mais tarde se tornou um membro-chave do City Slickers, também de Spike Jones. O grupo, que foi anunciado como "A banda mais sem sofisticação da América!", gravou para a Decca Records e foi trazido para Hollywood por Rudy Vallée depois que seu agente viu o grupo em Saint Paul, Minnesota.
De acordo com uma fonte, "Gold Diggers in Paris" estava quase completo no momento em que a banda chegou em Hollywood, assim, os segmentos da banda foram inseridos no filme com intros curtas usadas para conectá-las ao resto da ação. A banda se separou pouco depois da conclusão do filme, com Fritts levando alguns dos membros para o leste para se tornarem os "Korn Kobblers", e Fisher ficando em Hollywood para abrir uma boate, onde apareceu como "O Coronel Original De Milho". Embora a Schnickelfritz Band nunca tenha aparecido em outro filme, Fisher apareceu em vários outros.

## Mídia doméstica
Em 16 de setembro de 2008, a Warner Bros. lançou o filme em DVD na Região 1 em uma caixa intitulada "The Busby Berkeley Collection, Vol. 2", que continha quatro filmes.